# Musabeyli (ort)
Musabeyli (azerbajdzjanska: Musabəyli) är en ort i Azerbajdzjan.   Den ligger i distriktet Ağsu Rayonu, i den centrala delen av landet, 140 km väster om huvudstaden Baku. Musabeyli ligger 94 meter över havet och antalet invånare är 612.
Terrängen runt Musabeyli är platt söderut, men norrut är den kuperad. Terrängen runt Musabeyli sluttar söderut. Närmaste större samhälle är Aghsu, 10,7 km öster om Musabeyli.
Trakten runt Musabeyli består till största delen av jordbruksmark. Runt Musabeyli är det ganska tätbefolkat, med 56 invånare per kvadratkilometer.